# Rue Saint-Nicaise
La rue Saint-Nicaise est une ancienne rue aujourd'hui disparue du 1er arrondissement de Paris.

## Situation et accès
Elle a été ouverte au XVIe siècle le long de l'enceinte de Charles V, côté ville. Partant de la rue des Orties-du-Louvre, qui longeait l'aile sud du palais du Louvre et sa grande galerie, elle aboutissait à la rue Saint-Honoré presque en face de la rue de Richelieu, après avoir bordé la place du Carrousel de l'époque sur le côté est. Elle était bâtie de plusieurs hôtels particuliers, dont :

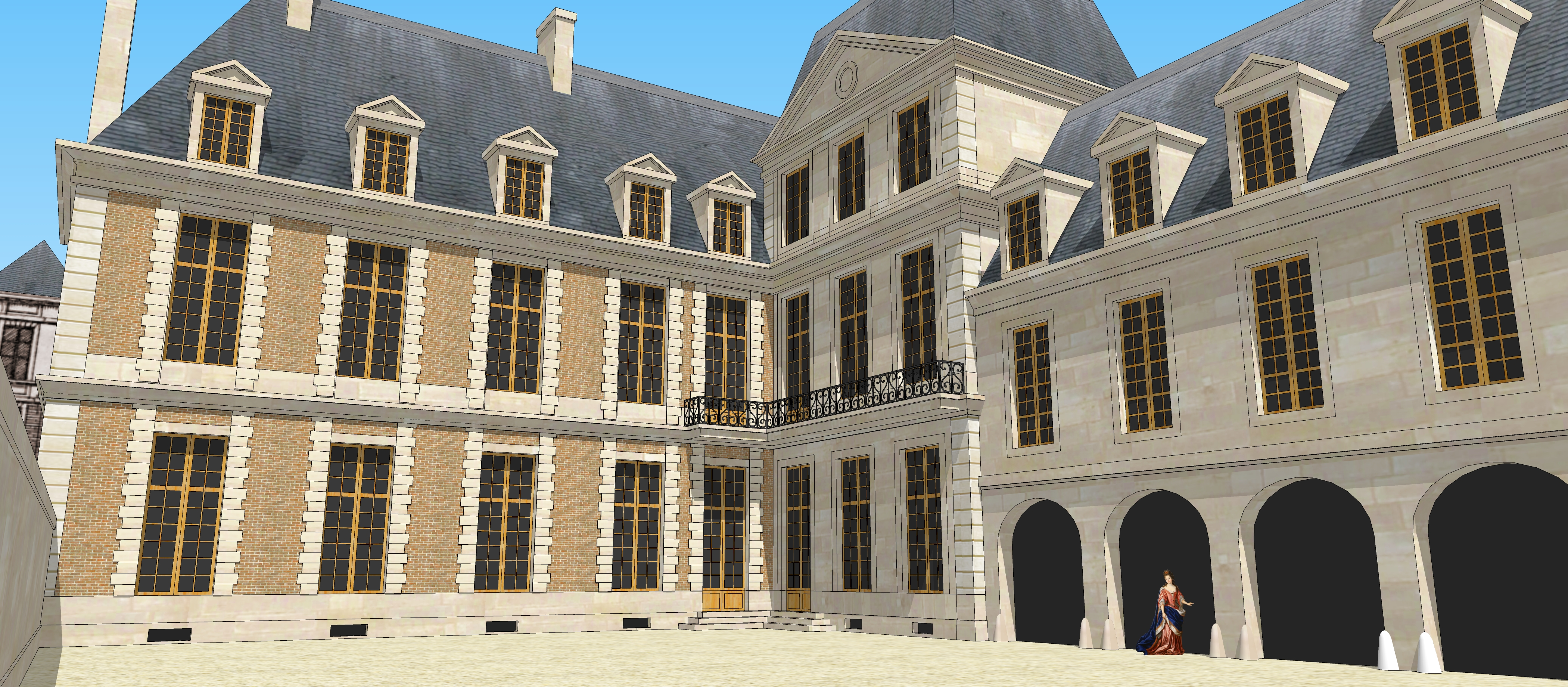
Restitution de la cour d'entrée de l'Hôtel de Créquy, vers 1680, situé à côté de la place du Carrousel.

- l'hôtel de Créquy ou Créqui. Il ne faut pas confondre l'hôtel de Créquy de la rue Saint-Nicaise avec ceux des rues Coquillière, Saint-Guillaume (dit aussi hôtel de Laigue) et de la place Vendôme. Celui-ci a été construit en 1626, tient son nom de ce qu'il a été occupé par le maréchal François de Créquy de 1657 à 1687. Il porta le nom d'« hôtel du Vieux-Pont ». Reconstruit en 1755 par Catherine de Rougé, duchesse d'Elbeuf, il prit le nom d'« hôtel d'Elbeuf ». Occupé par Cambacérè puis Maret, il s'appelle également « hôtel des Cent-Suisses ». Il fut démoli en 1838[1] ;
- l'hôtel de Crussol, connu auparavant sous les noms d'« hôtel de Pisani » et « hôtel de Rambouillet » (il s'étendait alors jusqu'à la rue Saint-Thomas-du-Louvre, à l'est). Réaménagé au début du XVIIe siècle, certainement sur les plans de Catherine de Vivonne, marquise de Rambouillet, l'hôtel devint un cercle littéraire et mondain très couru dans Paris. Il passa en 1690 à Marie-Julie de Sainte-Maure, petite-fille de la marquise, qui y naquit, et qui fut mariée à Emmanuel II, comte de Crussol ; ses héritiers le vendirent en 1735 aux banquiers Arthaud qui le cédèrent à leur tour à Louis-Philippe d'Orléans en 1778 qui y installa ses écuries[2] ;
- l'hôtel de Longueville ;
- l'hôtel de Beringhen.

## Origine du nom
La rue porte le nom de la chapelle Saint-Nicaise qui s'y trouvait.

## Historique
La rue est surtout célèbre par l'attentat de la rue Saint-Nicaise qui eut lieu le 24 décembre 1800, quand une machine infernale fut lancée contre le premier consul Napoléon Bonaparte. Celui-ci en réchappa, car la bombe fut lancée quelques secondes après son passage. Il y eut toutefois 22 morts et de nombreux blessés, et 46 maisons du côté de la rue Saint-Honoré furent détruites ou rendues inhabitables.
La rue a été détruite en 1853 lors du prolongement de la rue de Rivoli et de l'aménagement de la cour Napoléon du Louvre.

## Bâtiments remarquables et lieux de mémoire
- L'hôpital des Quinze-Vingts, situé rue Saint-Honoré à l'angle de la rue Saint-Nicaise

## Pour approfondir